# Festuca pallidula
Festuca pallidula är en gräsart som beskrevs av Evgenii Borisovich Alexeev. Festuca pallidula ingår i släktet svinglar, och familjen gräs. Inga underarter finns listade i Catalogue of Life.